# Голкіпер року в Європі
Голкіпер року в Європі — нагорода, яку з 2009-го присуджують провідному футбольному воротареві континенту за результатами опитування Спілки європейських спортивних медіа (ESM). У 1990—2008 роках за конкурс відповідала УЄФА, публікуючи результати голосування в офіційному журналі. У 1956—1989 роках опитування не проводилось, але паризький журнал «France Football» визнавав топ-кіпером того, хто посів найвище місце в голосуванні за «Золотий м’яч» (якраз цим пояснюється відсутність лауреатів за два роки — 1967-й і 1968-й, адже тоді респонденти не згадали жодного «стража воріт», а також три ситуації — 1974-го, 1980-го та 1983-го, де два «перші номери» набирали рівну кількість очок).

## Опитування журналу France Football
| Рік  | Голкіпер (команда)                                                                     |
| ---- | -------------------------------------------------------------------------------------- |
| 1956 | Лев Яшин (СРСР; «Динамо» М.)                                                           |
| 1957 | Лев Яшин (СРСР; «Динамо» М.)                                                           |
| 1958 | Гаррі Ґреґґ (Північна Ірландія; «Манчестер Юнайтед»)                                   |
| 1959 | Лев Яшин (СРСР; «Динамо» М.)                                                           |
| 1960 | Лев Яшин (СРСР; «Динамо» М.)                                                           |
| 1961 | Лев Яшин (СРСР; «Динамо» М.)                                                           |
| 1962 | Вільям Шройф (Чехословаччина; «Слован» Бр.)                                            |
| 1963 | Лев Яшин (СРСР; «Динамо» М.)                                                           |
| 1964 | Лев Яшин (СРСР; «Динамо» М.)                                                           |
| 1965 | Лев Яшин (СРСР; «Динамо» М.)                                                           |
| 1966 | Лев Яшин (СРСР; «Динамо» М.)                                                           |
| 1967 | —                                                                                      |
| 1968 | —                                                                                      |
| 1969 | Іво Віктор (Чехословаччина; «Дукла»)                                                   |
| 1970 | Гордон Бенкс (Англія; «Сток Сіті»)                                                     |
| 1971 | Євген Рудаков (СРСР; «Динамо» К.)                                                      |
| 1972 | Гордон Бенкс (Англія; «Сток Сіті»)                                                     |
| 1973 | Діно Дзофф (Італія; «Ювентус»)                                                         |
| 1974 | Ронні Хельстрьом (Швеція; «Гаммарбю» + «Кайзерслаутерн») Ян Томашевський (Польща; ЛКС) |
| 1975 | Зепп Маєр (ФРН; «Баварія»)                                                             |
| 1976 | Іво Віктор (Чехословаччина; «Дукла»)                                                   |
| 1977 | Ронні Хельстрьом (Швеція; «Кайзерслаутерн»)                                            |
| 1978 | Ронні Хельстрьом (Швеція; «Кайзерслаутерн»)                                            |
| 1979 | Ронні Хельстрьом (Швеція; «Кайзерслаутерн»)                                            |
| 1980 | Луїс Арконада (Іспанія; «Реал Сосьєдад») Діно Дзофф (Італія; «Ювентус»)                |
| 1981 | Діно Дзофф (Італія; «Ювентус»)                                                         |
| 1982 | Ринат Дасаєв (СРСР; «Спартак» М.)                                                      |
| 1983 | Ринат Дасаєв (СРСР; «Спартак» М.) Жан-Марі Пфафф (Бельгія; «Баварія»)                  |
| 1984 | Тоні Шумахер (ФРН; «Кельн»)                                                            |
| 1985 | Ринат Дасаєв (СРСР; «Спартак» М.)                                                      |
| 1986 | Гельмут Дукадам (Румунія; «Стяуа»)                                                     |
| 1987 | Жан-Марі Пфафф (Бельгія; «Баварія»)                                                    |
| 1988 | Ринат Дасаєв (СРСР; «Спартак» М.)                                                      |
| 1989 | Пітер Шилтон (Англія; «Дербі Каунті»)                                                  |

## Опитування журналу УЄФА
| Рік  | Голкіпер (команда)                                    |
| ---- | ----------------------------------------------------- |
| 1990 | Вальтер Дзенга (Італія; «Інтернаціонале»)             |
| 1991 | Бодо Ільгнер (Німеччина; «Кельн»)                     |
| 1992 | Петер Шмейхель (Данія; «Манчестер Юнайтед»)           |
| 1993 | Петер Шмейхель (Данія; «Манчестер Юнайтед»)           |
| 1994 | Мішель Прюдомм (Бельгія; «Мехелен» + «Бенфіка»)       |
| 1995 | Едвін ван дер Сар (Голландія; «Аякс»)                 |
| 1996 | Андреас Кепке (Німеччина; «Айнтрахт» Ф-т + «Марсель») |
| 1997 | Єнс Леманн (Німеччина; «Шальке»)                      |
| 1998 | Петер Шмейхель (Данія; «Манчестер Юнайтед»)           |
| 1999 | Олівер Кан (Німеччина; «Баварія»)                     |
| 2000 | Олівер Кан (Німеччина; «Баварія»)                     |
| 2001 | Олівер Кан (Німеччина; «Баварія»)                     |
| 2002 | Олівер Кан (Німеччина; «Баварія»)                     |
| 2003 | Джанлуїджі Буффон (Італія; «Ювентус»)                 |
| 2004 | Вітор Байя (Португалія; «Порту»)                      |
| 2005 | Петер Чех (Чехія; «Челсі»)                            |
| 2006 | Єнс Леманн (Німеччина; «Арсенал»)                     |
| 2007 | Петер Чех (Чехія; «Челсі»)                            |
| 2008 | Петер Чех (Чехія; «Челсі»)                            |

## Опитування ESM
| Рік  | Голкіпер (команда)                                 |
| ---- | -------------------------------------------------- |
| 2009 | Едвін ван дер Сар (Голландія; «Манчестер Юнайтед») |
| 2010 | Ікер Касільяс (Іспанія; «Реал»)                    |
| 2011 | Мануель Ноєр (Німеччина; «Шальке» + «Баварія»)     |
| 2012 | Петер Чех (Чехія; «Челсі»)                         |
| 2013 | Мануель Ноєр (Німеччина; «Баварія»)                |
| 2014 | Мануель Ноєр (Німеччина; «Баварія»)                |
| 2015 | Мануель Ноєр (Німеччина; «Баварія»)                |
| 2016 | Джанлуїджі Буффон (Італія; «Ювентус»)              |
| 2017 | Джанлуїджі Буффон (Італія; «Ювентус»)              |
| 2018 | Кейлор Навас (Коста-Рика; «Реал»)                  |
| 2019 | Аліссон Рамзес Беккер (Бразилія; «Ліверпуль»)      |
| 2020 | Мануель Ноєр (Німеччина; «Баварія»)                |